# Rohonczy Judit
Rohonczy Judit (írásváltozatai Rohonczi, Rohonci; külföldön Judith Melles, ritkábban Judith Rohonczy-Melles és Judith von Rohonczy) (Budapest, 1929. október 23. – Bázel, 2001. március 8.) színésznő. 1950-ben a budapesti Nemzeti Színházban indult pályája, 1956 után Ausztriában, majd 1961-től Svájcban folytatódott. Lóth Ila filmszínésznő lánya, Melles Károly karmester felesége, Sunnyi Melles színésznő édesanyja.

## Élete
1948–49-ben tanult az Országos Magyar Színművészeti Akadémián. 1950-ben a Nemzeti Színház ösztöndíjasa, két év múlva tagja lett. Klasszikus és szocialista realista drámákban egyaránt játszott. Állandó résztvevője volt Major Tamás legendás rendezéseinek. 1951-től filmekben is szerepelt (a Dérynében és a Semmelweisben édesanyjával együtt). Mivel Rohonczyt a titkosrendőrség megpróbálta beszervezni, férje pedig el volt vágva a külföldi fellépésektől, 1956-ban kisfiukkal együtt a „zöldhatáron” át disszidáltak Ausztriába.
1957–58-ban a  bécsi Theater der Courase-ban és a Theater in der Josefstadtban játszott. Melles Luxembourg-ban kapott dirigensi állást, a család odaköltözött. Itt született  leányuk, a későbbi neves színésznő. Hamarosan elvált a házaspár, Rohonczy a két gyermekkel Svájcba költözött, Melles pedig visszatért Bécsbe.
1961-től a Bázeli Városi Színházhoz tartozó Komödie Basel tagja volt. 1968-tól 1993-as nyugdíjazásáig a Theater Baselben játszott, de egyes szerepekre még visszatért. Az 1995–96-os évadban a müncheni Komödie Bayerischen Hof vendégművésze volt. A színpadtól 1998-ban búcsúzott a bázeli színházban Csehov Ványa bácsijának Marinájaként.

## Színpadi szerepei

### Magyarországon
- Csiky Gergely: Buborékok – Gizella
- Déry Tibor: A talpsimogató – Eszter
- Fekete Gyula: Májusi felhők – Emma
- Carlo Goldoni: Mirandolina – Dejamira
- Háy Gyula: Az élet hídja – Panni[1]
- Madách Imre: Az ember tragédiája – Hippia; Kéjhölgy[2]
- Molière: A fösvény – Éliz
- William Shakespeare: Szentivánéji álom – Heléna
- William Shakespeare: Sok hűhó semmiért – Hero
- Konsztantyin Trenyov: Ljubov Jarovaja – 1. munkásnő
- Urbán Ernő: Uborkafa – Csöpike[3]
- Urbán Ernő: Párviadal – Gazdátlan menyecske

### Külföldön
- Edward Albee: Az Amerikai Álom – Barkerné
- Jean Anouilh: A zenekar – Ilona
- Brendan Behan: A túsz – Miss Gilchrist
- Thomas Bernhard: A vadásztársaság – Anna
- Hermann Broch: Zerline, a szobalány története – Zerline
- Elias Canetti: A hiúság komédiája – Franzi Nada
- Anton Csehov: Cseresznyéskert – Sarlotta Ivanovna
- Anton Csehov: Sirály – Polina Andrejevna
- Anton Csehov: Ványa bácsi – Marina
- Georges Feydeau: Osztrigás Mici – Mme Petipon
- Johann Wolfgang von Goethe: Ős-Faust – Schwerdtlein Márta
- Jerome Kilty: Tisztelt Hazudozó! – Stella Campbell
- Heinrich von Kleist: Amphitryon – Charis
- Karl Kraus: Az emberiség végnapjai – [több szerep]
- Jacques Offenbach: Szép Heléna – Bacchis
- Alekszandr Osztrovszkij: Erdő – Raisza Pavlovna Gurmizsszkaja
- Arthur Schnitzler: Távoli vidék – Anna Meinhold-Aigner
- Peter Shaffer: Lettice és Lotte – Miss Framer
- Frank Wedekind: Lulu – Geschwitz grófné
- Lina Wertmüller: Szerelem és varázslat a mama konyhájában – Francesca Soavi
- Tennessee Williams: Tetovált rózsa – Assunta
- Carl Zuckmayer: Az ördög tábornoka – Olivia Geiß

## Filmjei
- Déryné (1951, magyar)
- Semmelweis (1952, magyar)
- A Föld (1953, magyar, rövidfilm)
- Budapesti tavasz (1955, magyar)
- Böske (1955, magyar, rövidfilm)
- Der Landvogt von Greifensee (1979, svájci–nyugat-német)
- Trilogie 1848 – Der Galgensteiger (1979, svájci–osztrák–nyugat-német, tv-film)